# Acylita sanguifusa
Acylita sanguifusa är en fjärilsart som beskrevs av D. Jones 1908. Acylita sanguifusa ingår i släktet Acylita och familjen nattflyn. Inga underarter finns listade i Catalogue of Life.

## Bildgalleri

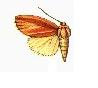